# ロマンシティ御坊
ロマンシティ御坊 (ロマンシティごぼう) は、和歌山県御坊市にあるショッピングセンターである。
県内を地盤とするオークワの複合型店舗の一つで、略して「ロマシ」と呼ばれることもある。

## 概要
2015年現在、御坊市内では唯一の大規模ショッピングセンターである。3階建てのビルを中心に、近隣の平屋型のロードサイド店舗群と一体となって営業している。国道42号 (熊野街道) 沿いに位置する。
御坊市内には、過去にもジャスコとオークワの提携による『ジャスコオークワ』が2店舗（サウスヤード店とひだか店）存在したが、いずれも両者の提携解消によりロマンシティ開業の翌年である2000年に閉店している。特に、同じ国道42号沿いで近隣に存在したひだか店の閉店時には多くのテナントが当店に移転している。

## テナント
1階、2階はオークワや小型のテナント、3階はゲームセンターやボウリング場、映画館などの娯楽施設となっており、東側にエレベーター、東側及び中央にエスカレーター、各階北側にトイレがある。
- オークワ
- ジストシネマ御坊（3スクリーン）
- J-Bowl
- WAY
- リトルマーメイド
- サーティワンアイスクリーム
- メガネのタナカ

以下は、平屋型のロードサイド店舗で営業。
- マクドナルド
- ケンタッキーフライドチキン
- 大阪王将
- ミスタードーナツ